# Gradska
Gradska je naseljeno mjesto u gradu Ljubuškom, Federacija BiH, BiH.

## Zemljopisni položaj i značajke
Naselje površine 5 km2 nalazi se 6 km sjeverno od Ljubuškoga u krškoj zaravni prosječne visine 210 m. Graniči s Mostarskim Vratima, Cernom, Malim Ograđenikom, Dragićinom, Hamzićima i Radišićima. Mještani ga dijele na pet zaseoka: Nunići, Sinanovići, Husići, Špage i Dubrave.

## Stanovništvo

### 1991.
Nacionalni sastav stanovništva 1991. godine, bio je sljedeći:
ukupno: 326
- Muslimani - 291
- Hrvati - 33
- ostali, neopredijeljeni i nepoznato - 2

Gradska je, po popisu iz 1991., bila jedino naseljeno mjesto u tadašnjoj općini Ljubuški s muslimanskom većinom.

### 2013.
Nacionalni sastav stanovništva 2013. godine, bio je sljedeći:
ukupno: 145
- Bošnjaci - 111
- Hrvati - 33
- ostali, neopredijeljeni i nepoznato - 1

## Povijest
O životu u prapovijesno doba govore ostaci osamdesetak prapovijesnih kamenih gomila na više lokaliteta.

## Vanjske poveznice
- Satelitska snimka  Arhivirana inačica izvorne stranice od 18. veljače 2021. (Wayback Machine)